# Long Qingquan
Long Qingquan (jiaxiang: Hunan, Longshan, Hongyanxi, Hongyan) is een gewichtheffer uit China.

## Biografie
Long Qingquan werd geboren in een boerengezin in het dorp Hongyan. Voordat hij meedeed aan de Olympische Zomerspelen 2008 in Peking werkten zijn ouders in de Anhui'se stad Xuancheng, maar ze wonen anno 2008 weer in hun jiaxiang.
Long ging op negenjarige leeftijd in zijn vrije tijd naar de sportschool. Daar trainde Xiang Yihong hem.
In 2000 ging hij naar de sportschool Xiangxizhou. Twee jaar later deed hij mee met de negende provinciale spelen van de provincie Hunan, daar won hij goud in de categorie tot 39 kilo. In 2004 deed hij mee met de tiende spelen van Xiangxi in de categorie tot 48 kilo en won goud toen hij 160 kilo optilde. Op 20 april 2008 deed hij mee met de WK gewichtheffen voor mannen, die gehouden werd in de stad Quanzhou van de provincie Fujian. Hij haalde goud voor 160 kg gewichtheffen en zilver voor 132 kg gewichtheffen.
Hij kon zich kwalificeren voor de Olympische Zomerspelen 2008 in Peking in de categorie tot 56 kilogram. Nadat hij 292 kilo had gedragen, kreeg hij een gouden medaille.
Op de Zomerspelen van 2016 in Rio wist hij nogmaals Olympisch kampioen te worden in de klasse tot 56 kilogram. Dit deed hij door achtereenvolgens 137 kg (trekken) en 170 kg (stoten) omhoog te brengen. Long kwam op een totaal van 307 kilogram, goed voor een nieuw wereldrecord en dus nogmaals goud.